# 大山背樂善堂
大山背樂善堂，臺灣新竹縣齋教龍華派齋堂，位於橫山鄉豐鄉村，主祀觀世音菩薩和三寶佛：釋迦牟尼佛、阿彌陀佛、藥師佛。前身「石峽廟」創立於1889年。2006年7月25日新竹縣政府將其列為新竹縣縣定古蹟。

## 沿革

### 前身
清光緒15年（1889年），大山背居民藍正然發現此地風景秀麗，因此獨自出資，並由鍾增錄、葉娘水捐贈廟宇用地，建立了一座簡陋的小廟，稱為「石峽廟」。光緒21年（1895年），日軍進攻並佔領臺灣，於明治29年（1896年），日軍追擊鍾石妹等人入山時，採取「清鄉」的威嚇手段，過程中石峽廟亦遭到日軍焚毀，之後由藍正然與12位地方人士於明治35年（1902年）捐款修建，最終於明治38年（1905年）完工，並更改名稱為如今的樂善堂，而藍正然亦被推舉為堂主，並組成管理委員會。。

### 供奉義士
樂善堂所在的大山背地區，因位於大崎棟山背面得名，該地位於山區，舊時為臺灣原住民活動地帶而有「番仔林」之稱。同治10年（1871年），廣東來臺的漢人鐘增祿、鐘石妹帶領民眾入山開墾，設立隘寮、闢地種植作物，並且開採樟腦煉製，大山背的聚落因此形成。鍾石妹在清光緒20年日軍登臺時率眾對抗，因不忍日軍殺戮無辜因此歸順日軍。日本政府十分看重鍾石妹，並任命其作為樹杞林辨務署參事，翌年授佩紳章，擔任保正職。也因為鍾石妹作風廉潔愛民，相當受到當地民眾愛戴。鐘石妹於大正14年（1925年）過世後，其牌位與同為抗日義士的姜紹祖一同被供奉於剛修建不久的樂善堂。

### 列為縣定古蹟
2006年7月25日，新竹縣政府公告將大山背樂善堂列為新竹縣縣定古蹟，指定理由為：「建物歷史悠久，構體與構造方式有一定匠藝水準。廟內彩繪、剪黏、木雕、石雕等具歷史、文化藝術保存價值。」

### 維護
2009年，由樂善堂管理委員會出資委託林志成建築師事務所進行修復設計。2011年因樑柱腐朽導致正殿崩塌，文化局緊急支撐防止損害擴大，並獲行政院文化建設委員會核定補助751萬元，縣配合款529萬元，樂善堂管理委員會540萬元自籌款，總工程經費共計1790萬元對其建築體進行修復工程。

## 主祀神明
樂善堂主祀觀世音菩薩和三寶佛：釋迦牟尼佛、阿彌陀佛、藥師佛，並安奉太上老君、至聖先師、十八羅漢、伽藍菩薩、韋馱菩薩，左右兩廂敬奉三官大帝、文昌帝君、註生娘娘、義民爺、城隍爺、太歲星君，由於屬於地方民間信仰廟宇，兼具佛教與道教信仰，堂內亦保存眾多古文物。

## 空間使用
大山背樂善堂為尚在使用的古蹟，除了原先的祭祀作用，樂善堂還兼具大山背觀光服務中心的作用，提供遊客休憩。廟前廣場亦提供遊客聊天以及停車用途。假日於堂外廣場亦有攤販販賣小吃及農產品，形成一個小市集。樂善堂也會舉辦祭祀法會以及中元普渡。後期於樂善堂主廟旁亦興建一棟三層龍建築作為文物展覽館用途，於展覽館頂部設有一尊觀音大佛，也成為橫山地區的地標。

## 周邊地標
- 大崎棟古道：位於樂善堂正後方，為知名的桐花步道[7]，位於頂峰的涼亭為新竹縣夜景觀賞地。
- 油羅溪谷：位於樂善堂前方谷地。

## 圖輯

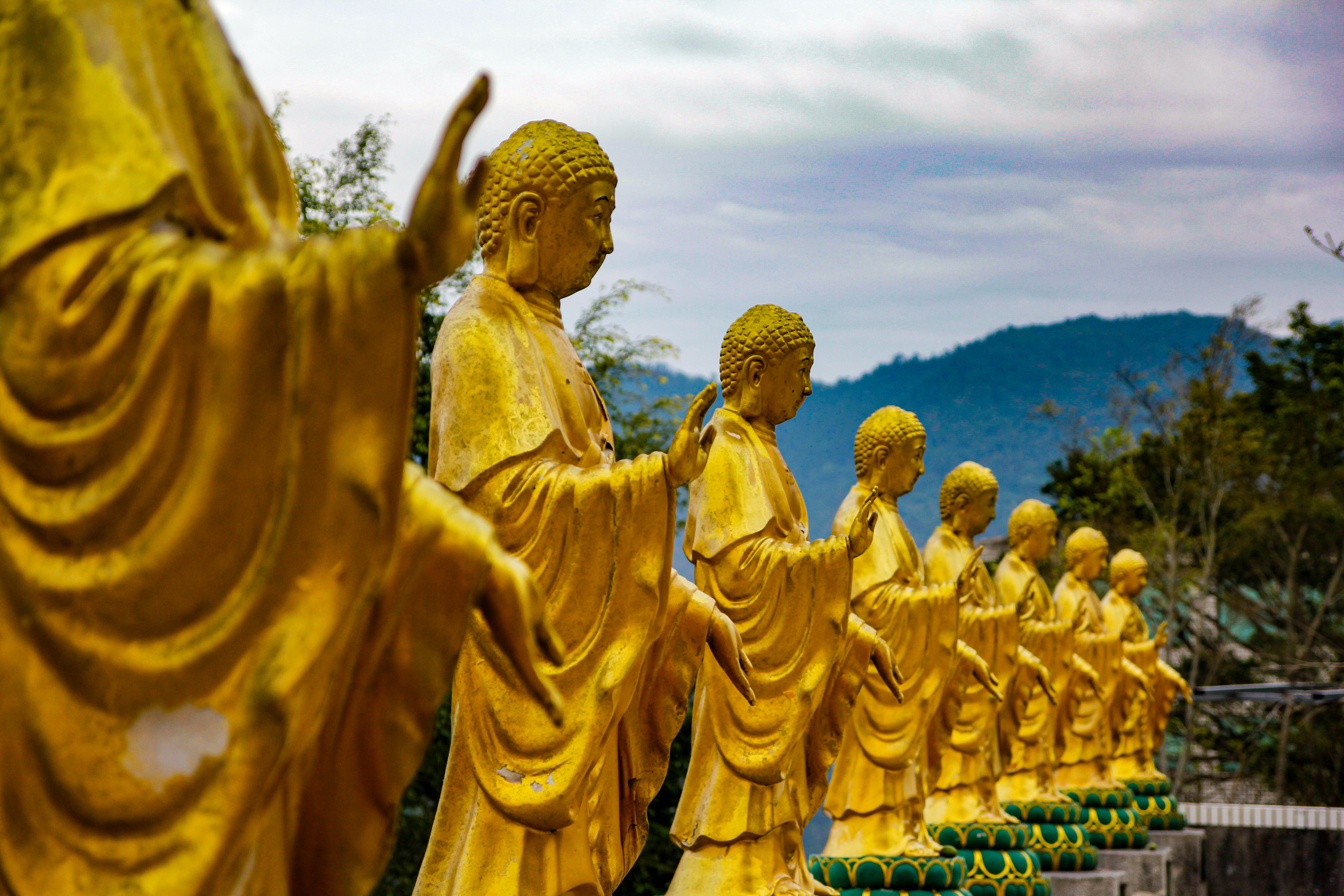
廟前菩薩
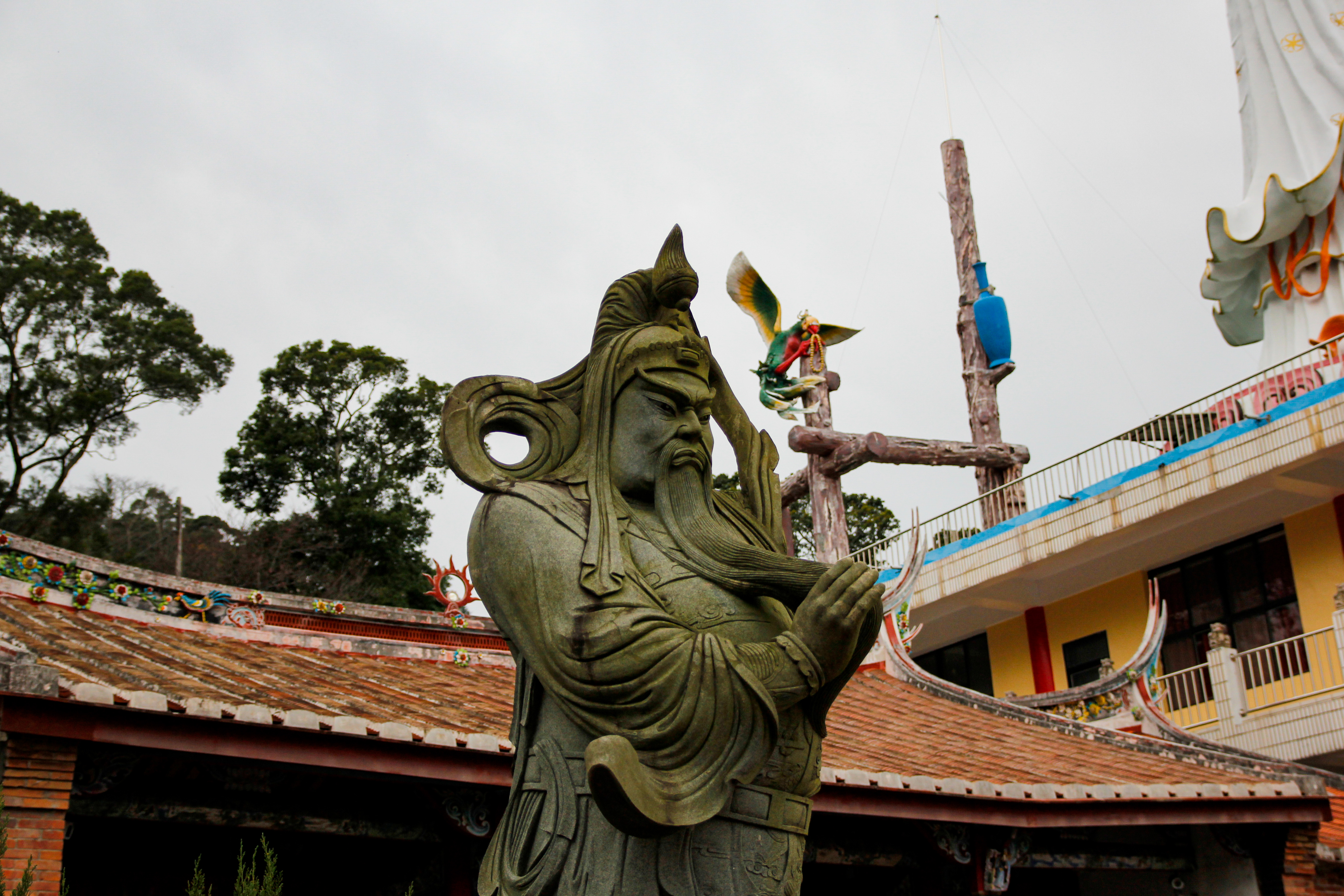
廟前關公像
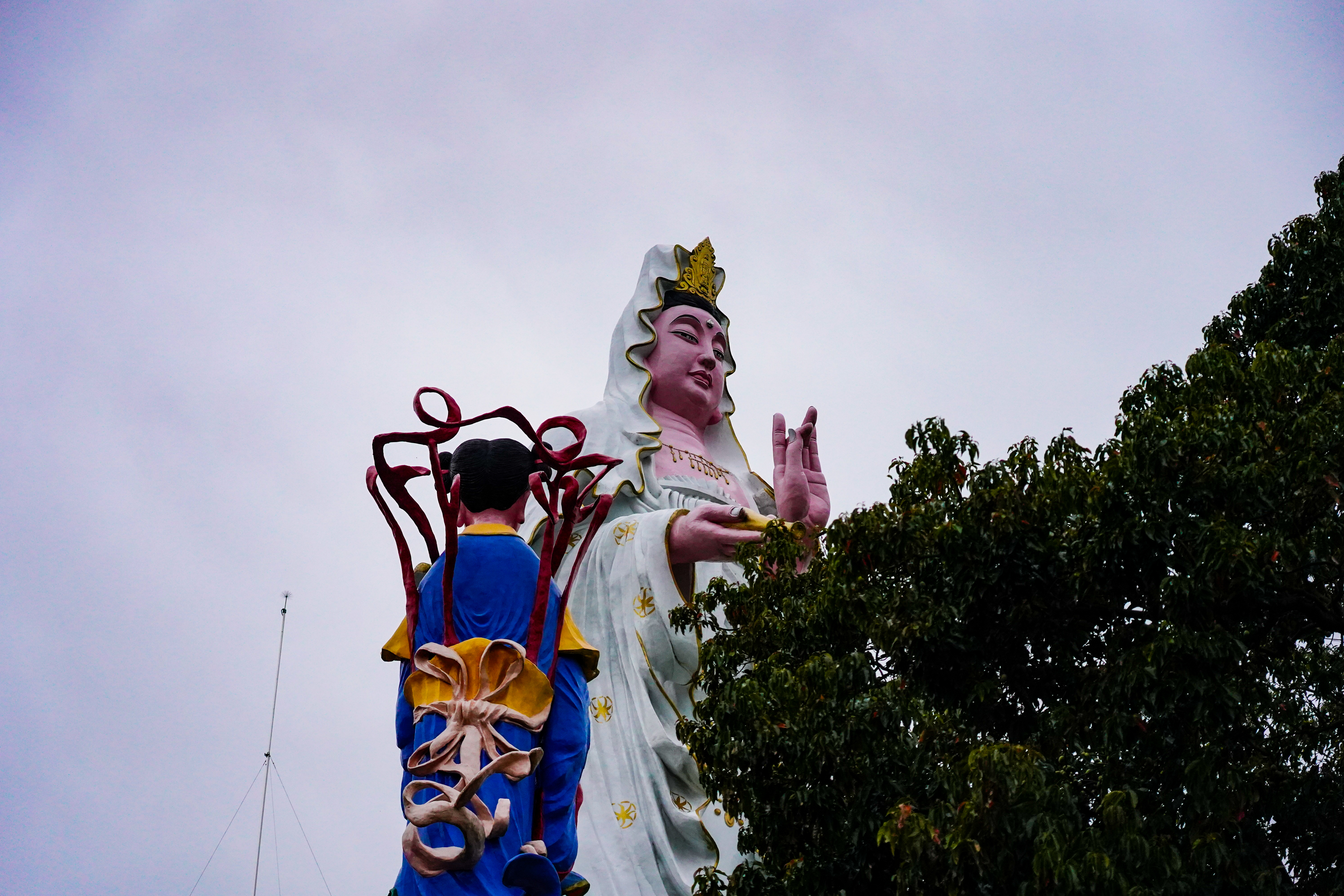
觀世音菩薩像
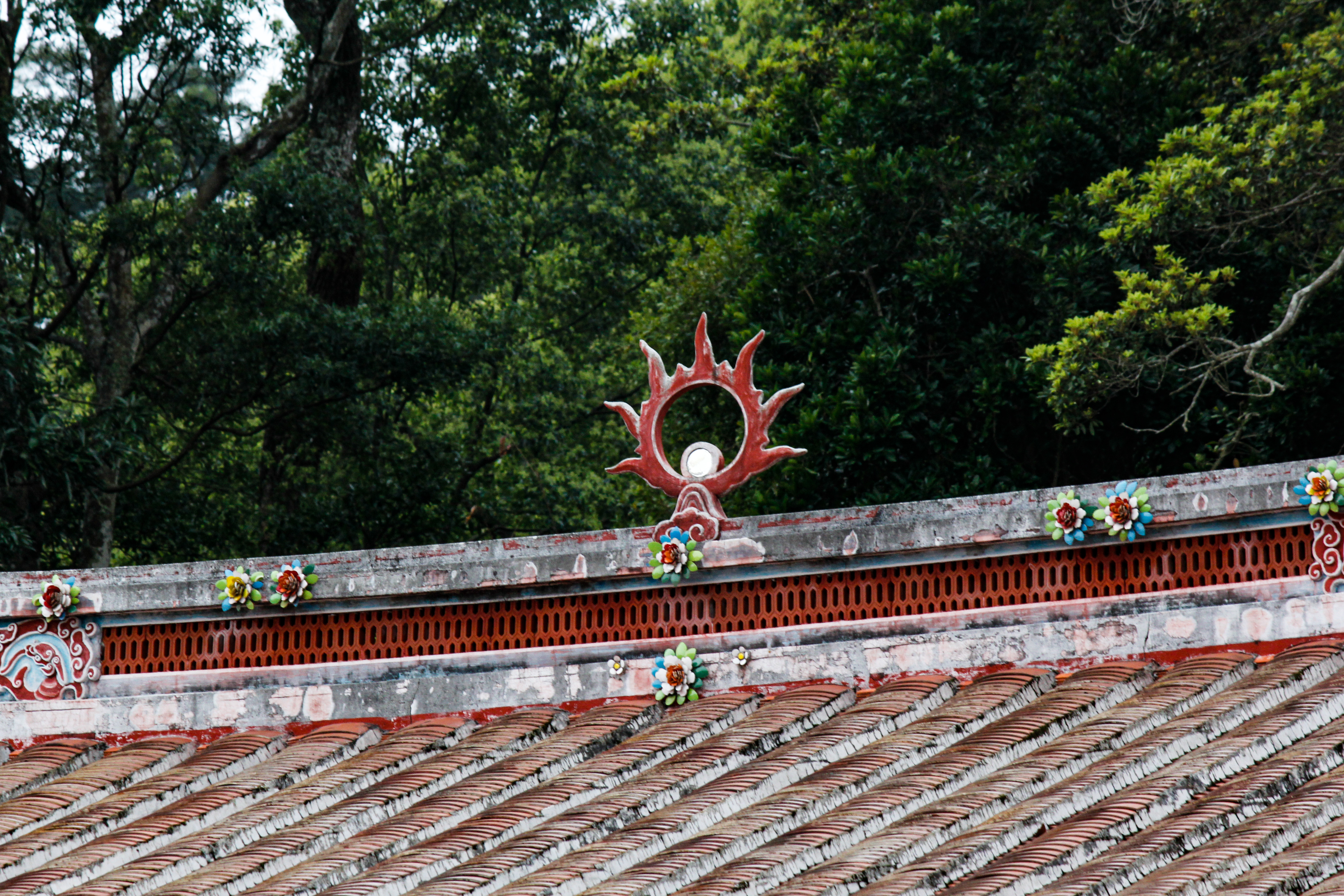
正脊
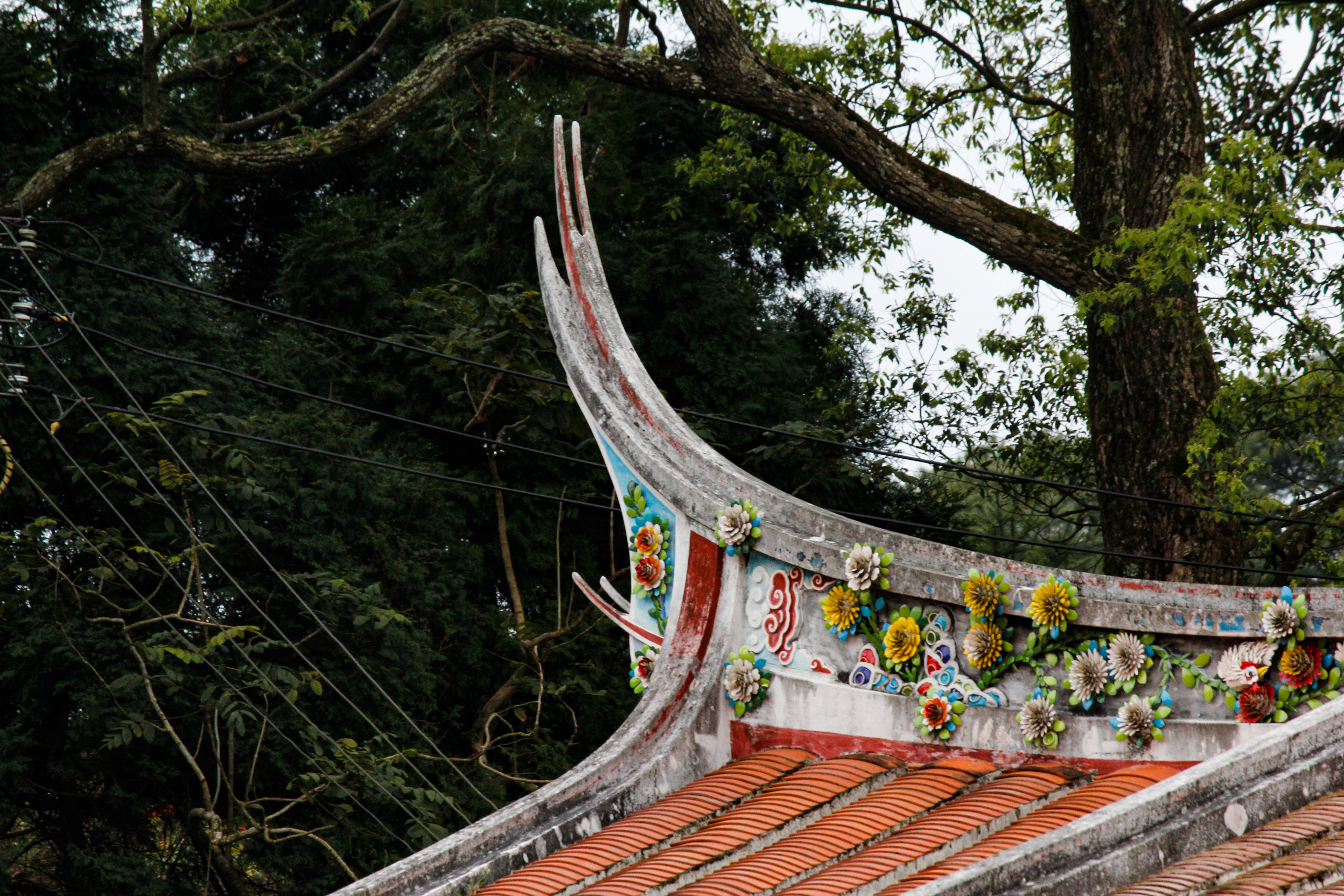
燕尾
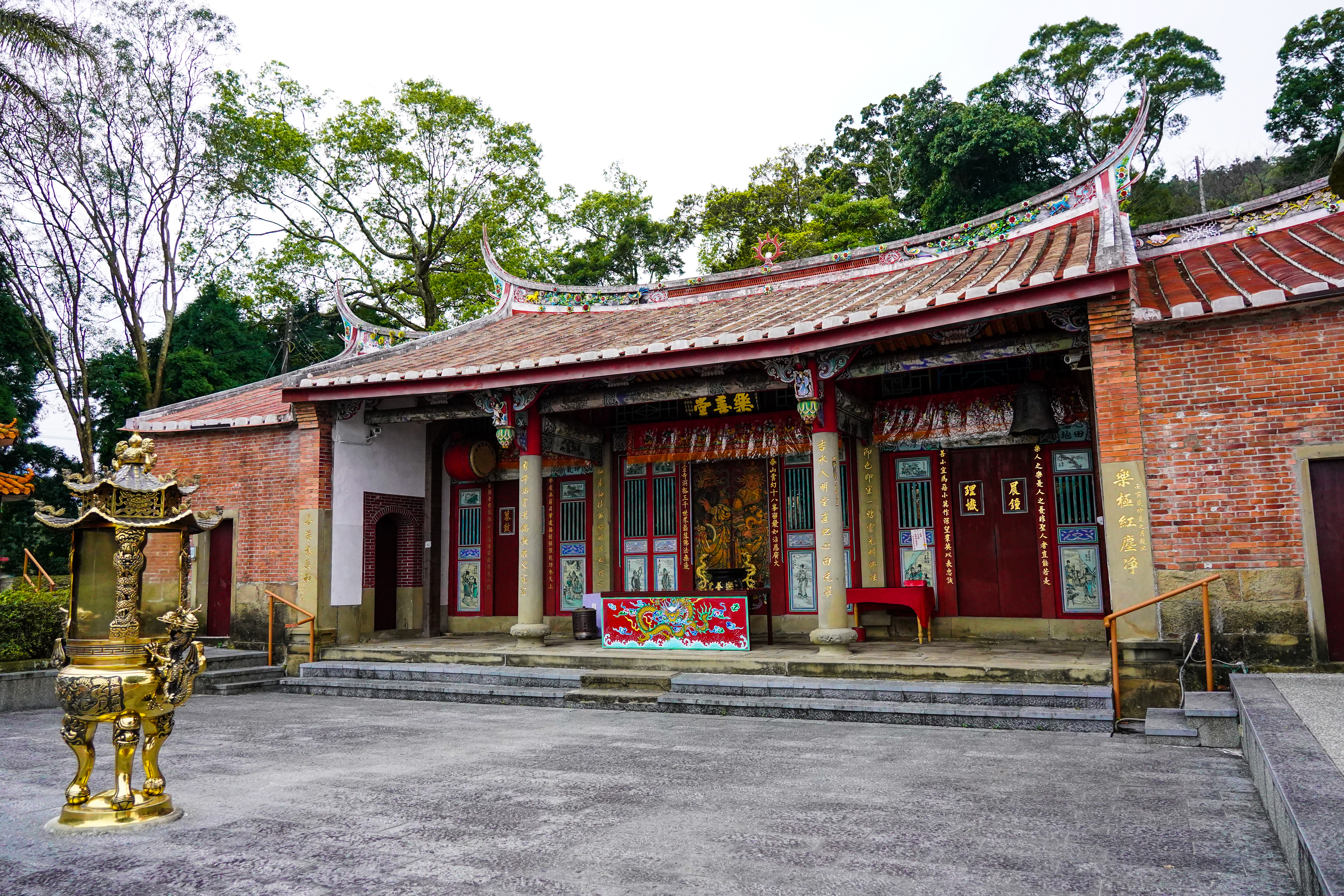
廟前廣場
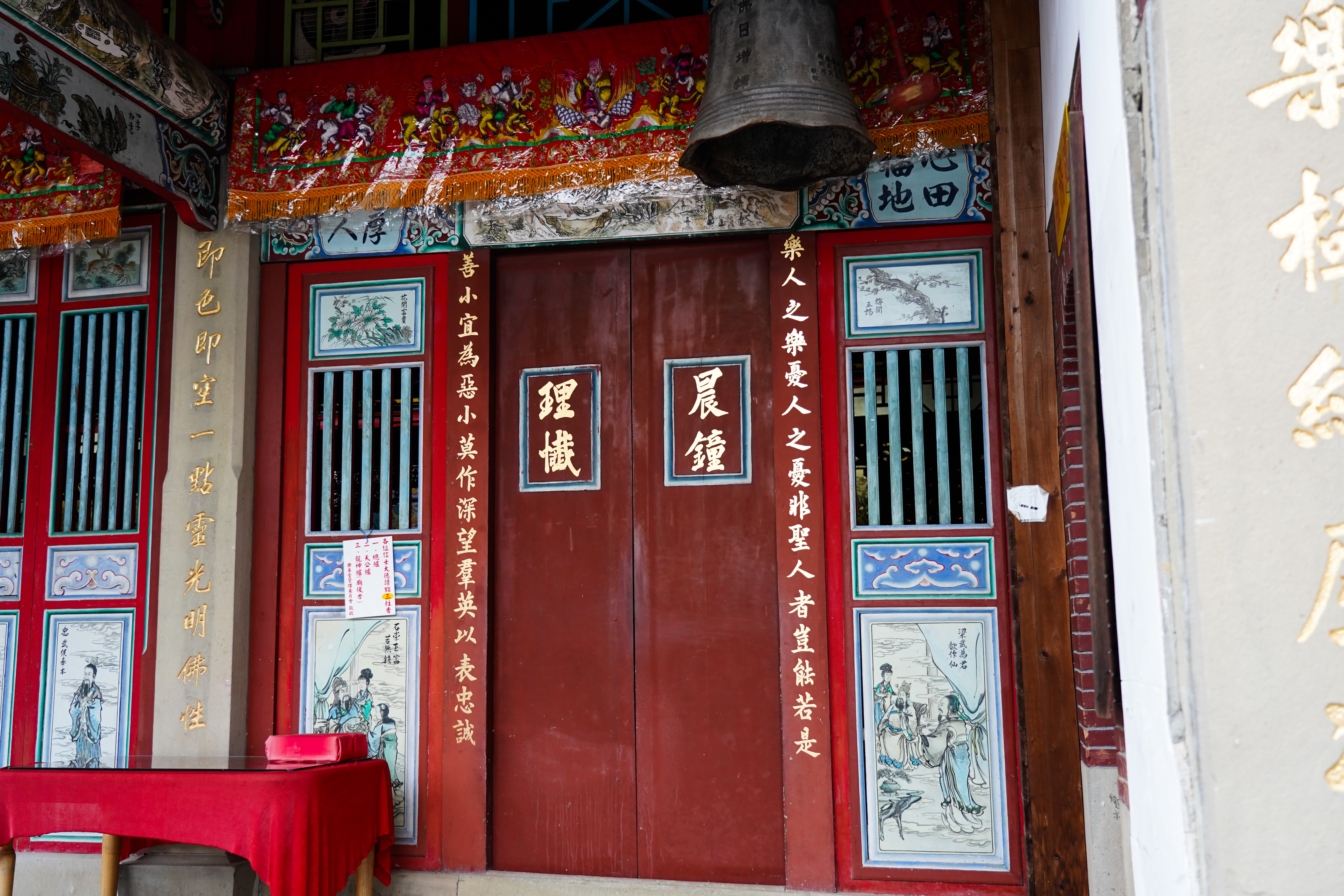
側門